# Kasakkasaari (ö i Södra Savolax)
Kasakkasaari är en ö i Finland. Den ligger i sjön Syysjärvi och i kommunen Jockas i den ekonomiska regionen  Pieksämäki ekonomiska region  och landskapet Södra Savolax, i den södra delen av landet, 220 km nordost om huvudstaden Helsingfors. Öns area är 2,2 hektar och dess största längd är 350 meter i nord-sydlig riktning.